# Forbes Point
Der Forbes Point (in Argentinien Cabo Vidal) ist eine Landspitze an der Danco-Küste des Grahamlands auf der Antarktischen Halbinsel. In der Andvord Bay bildet sie die Ostseite der Einfahrt zur Lester Cove.
Der schottische Geologe David Ferguson gab einem vermeintlichen Felssporn in dieser geographischen Position bei seiner von 1913 bis 1914 dauernden Antarktisfahrt den Namen Forbes Hill. Das UK Antarctic Place-Names Committee übertrug 1960 Fergusons Benennung auf die hier beschriebene Landspitze. Namensgeber ist der schottische Physiker James David Forbes (1809–1868), ein Pionier der Glaziologie. Namensgeber der argentinischen Benennung ist dagegen die Panadería de Vidal, einer der beiden frühen Volkskongresse im Jahr 1811 mit dem Ziel der Unabhängigkeit Argentiniens von der spanischen Krone.